# 斯旺斯伯勒鎮區 (北卡羅萊納州昂斯洛縣)
斯旺斯伯勒鎮區（英語：Swansboro Township）是位於美國北卡羅萊納州昂斯洛縣的一個鎮區。

## 地方資料
斯旺斯伯勒鎮區的面積為108.00平方千米，皆為陸地。根據2020年美國人口普查的數據，當地共有人口21415人，而人口密度為每平方千米198.29人。